# Ceranthia pallida
Ceranthia pallida là một loài ruồi trong họ Tachinidae.